# Irtysh (foguete)

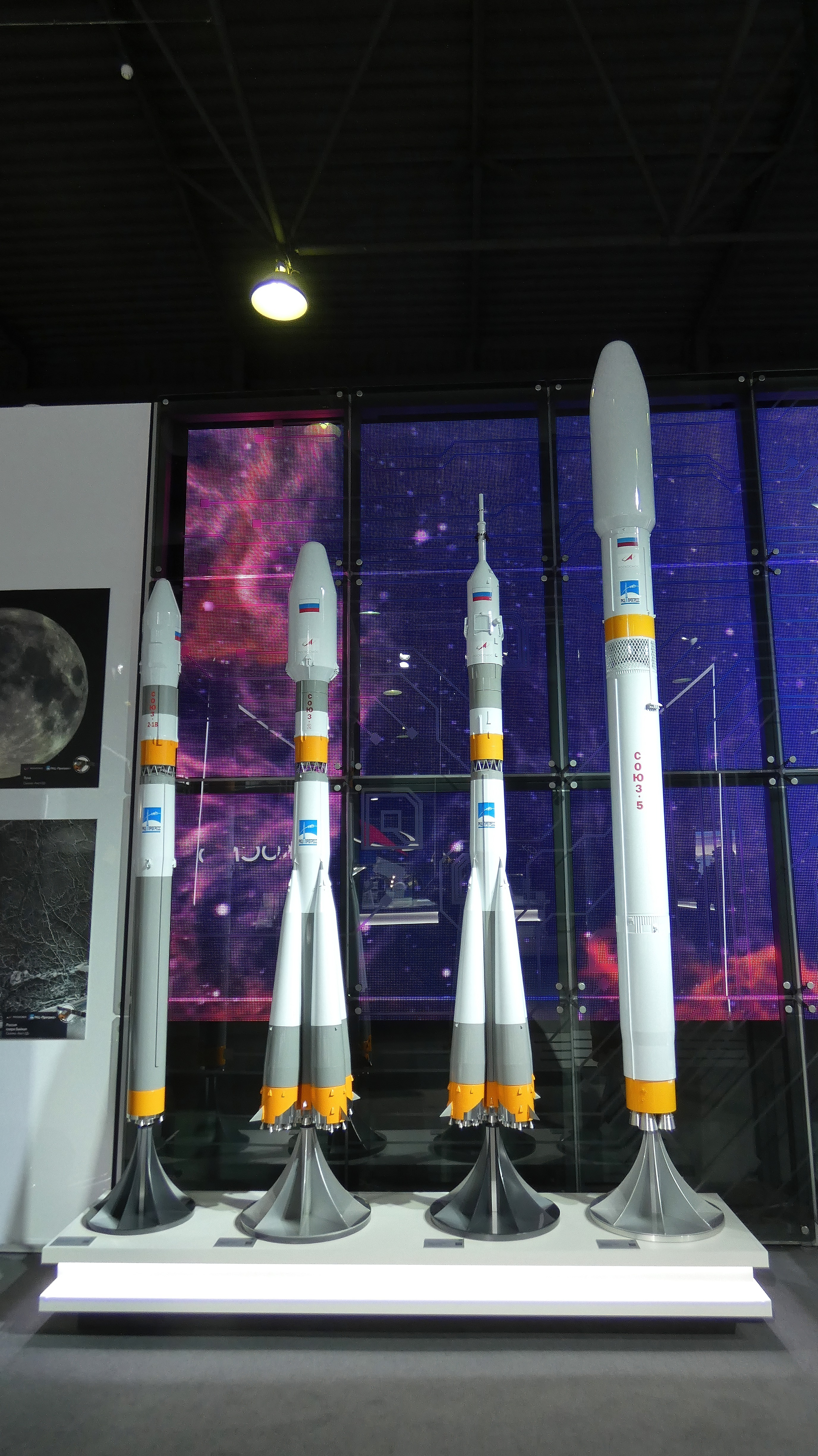
Soyuz-5 (Irtysh) está localizado à direita

O Irtysh (em russo:  Иртыш), anteriormente chamado de Soyuz-5 (em russo:  Союз-5), codinome Fenix em russo e Sunkar  (em cazaque:  Сұңқар) em cazaque, é um foguete russo que está sendo desenvolvido pelo JSC SRC Progress dentro do "Projeto Feniks" (em russo:  Феникс). Inicialmente, substituirá a capacidade do Zenit-2 e do Proton Medium e, no futuro, servirá como base para a construção de um veículo de lançamento superpesado para recuperar as capacidades de Energia/Buran. Espera-se ele seja lançado a a partir da plataforma 45 do Cosmódromo de Baikonur, o antigo local de lançamento do Zenit-2, em parceria com o governo do Cazaquistão, com uma estreia prevista para 2022.